# Corea del Sud ai Giochi della XXXII Olimpiade
La Corea del Sud ha partecipato ai Giochi della XXXII Olimpiade che si sono svolti a Tokyo, Giappone, dal 23 luglio all'8 agosto 2021; originariamente previsti per l'estate 2020, erano stati rimandati di un anno a causa della pandemia di COVID-19. La delegazione era composta da 235 atleti, 130 uomini e 105 donne.

## Medaglie
| Riepilogo quotidiano | Riepilogo quotidiano | Riepilogo quotidiano | Riepilogo quotidiano | Riepilogo quotidiano | Riepilogo quotidiano | Riepilogo quotidiano |
| -------------------- | -------------------- | -------------------- | -------------------- | -------------------- | -------------------- | -------------------- |
| Giorno               | Data                 |                      |                      |                      | Totale               |                      |
| 1º                   | 24                   | 1                    | 0                    | 2                    | 3                    |                      |
| 2º                   | 25                   | 1                    | 0                    | 1                    | 2                    |                      |
| 3º                   | 26                   | 1                    | 0                    | 1                    | 2                    |                      |
| 4º                   | 27                   | 0                    | 2                    | 1                    | 3                    |                      |
| 5º                   | 28                   | 1                    | 0                    | 0                    | 1                    |                      |
| 6º                   | 29                   | 0                    | 1                    | 0                    | 1                    |                      |
| 7º                   | 30                   | 1                    | 1                    | 1                    | 3                    |                      |
| 8º                   | 31                   | 0                    | 0                    | 1                    | 1                    |                      |
| 9º                   | 1                    | 0                    | 0                    | 1                    | 1                    |                      |
| 10º                  | 2                    | 1                    | 0                    | 1                    | 2                    |                      |
| 11º                  | 3                    | 0                    | 0                    | 0                    | 0                    |                      |
| 12º                  | 4                    | 0                    | 0                    | 0                    | 0                    |                      |
| 13º                  | 5                    | 0                    | 0                    | 0                    | 0                    |                      |
| 14º                  | 6                    | 0                    | 0                    | 0                    | 0                    |                      |
| 15º                  | 7                    | 0                    | 0                    | 1                    | 1                    |                      |
| 16º                  | 8                    | 0                    | 0                    | 0                    | 0                    |                      |
| Totale               | Totale               | 6                    | 4                    | 10                   | 20                   |                      |

### Medagliere per disciplina
| Sport              | Oro | Argento | Bronzo | Totale |
| ------------------ | --- | ------- | ------ | ------ |
| Tiro con l'arco    | 4   | 0       | 0      | 4      |
| Scherma            | 1   | 1       | 3      | 5      |
| Ginnastica         | 1   | 0       | 1      | 2      |
| Judo               | 0   | 1       | 2      | 3      |
| Taekwondo          | 0   | 1       | 2      | 3      |
| Tiro               | 0   | 1       | 0      | 1      |
| Badminton          | 0   | 0       | 1      | 1      |
| Pentathlon moderno | 0   | 0       | 1      | 1      |
| Totale             | 6   | 4       | 10     | 20     |

### Medaglie d'oro
| Medaglia | Nome                                           | Sport           | Evento                      |
| -------- | ---------------------------------------------- | --------------- | --------------------------- |
| Oro      | Kim Je-deok An San                             | Tiro con l'arco | Squadre miste               |
| Oro      | An San Jang Min-hee Kang Chae-young            | Tiro con l'arco | Squadre femminile           |
| Oro      | Kim Woo-jin Oh Jin-hyek Kim Je-deok            | Tiro con l'arco | Squadre maschile            |
| Oro      | Oh Sang-uk Kim Jun-ho Kim Jung-hwan Gu Bon-gil | Scherma         | Sciabola a squadre maschile |
| Oro      | An San                                         | Tiro con l'arco | Individuale femminile       |
| Oro      | Shin Jea-hwan                                  | Ginnastica      | Volteggio maschile          |

### Medaglie d'argento
| Medaglia | Nome                                              | Sport     | Evento                     |
| -------- | ------------------------------------------------- | --------- | -------------------------- |
| Argento  | Lee Hye-in Kang Young-mi Choi In-jeong Song Se-ra | Scherma   | Spada a squadre femminile  |
| Argento  | Lee Da-bin                                        | Taekwondo | +67 kg femminile           |
| Argento  | Cho Gu-ham                                        | Judo      | 100 kg maschile            |
| Argento  | Kim Min-jeong                                     | Tiro      | Pistola 25 metri femminile |

### Medaglie di bronzo
| Medaglia | Nome                                             | Sport              | Evento                        |
| -------- | ------------------------------------------------ | ------------------ | ----------------------------- |
| Bronzo   | Kim Jung-hwan                                    | Scherma            | Sciabola individuale maschile |
| Bronzo   | Jang Jun                                         | Taekwondo          | 58 kg maschile                |
| Bronzo   | An Ba-ul                                         | Judo               | 66 kg maschile                |
| Bronzo   | An Chang-rim                                     | Judo               | 73 kg maschile                |
| Bronzo   | In Kyo-don                                       | Taekwondo          | +80 kg maschile               |
| Bronzo   | Kweon Young-jun Park Sang-young Song Jae-ho      | Scherma            | Spada a squadre maschile      |
| Bronzo   | Kim Ji-yeon Yoon Ji-su Seo Ji-yeon Choi Soo-yeon | Scherma            | Sciabola a squadre femminile  |
| Bronzo   | Yeo Seo-jeong                                    | Ginnastica         | Volteggio femminile           |
| Bronzo   | Kim So-yeong Kong Hee-yong                       | Badminton          | Doppio femminile              |
| Bronzo   | Jun Woong-tae                                    | Pentathlon moderno | Gara maschile                 |

## Delegazione
| Sport                | Uomini | Donne | Totale |
| -------------------- | ------ | ----- | ------ |
| Arrampicata sportiva | 1      | 1     | 2      |
| Atletica leggera     | 5      | 2     | 7      |
| Badminton            | 3      | 7     | 10     |
| Baseball             | 24     | -     | 24     |
| Calcio               | 22     | 0     | 22     |
| Canoa/Kayak          | 1      | 0     | 1      |
| Canottaggio          | 0      | 1     | 1      |
| Ciclismo             | 0      | 2     | 2      |
| Equitazione          | 1      | 0     | 1      |
| Ginnastica           | 5      | 2     | 7      |
| Golf                 | 2      | 4     | 6      |
| Judo                 | 6      | 7     | 13     |
| Karate               | 1      | 0     | 1      |
| Lotta                | 2      | 0     | 2      |
| Nuoto                | 7      | 5     | 12     |
| Pallacanestro        | 0      | 12    | 12     |
| Pallamano            | 0      | 14    | 14     |
| Pallavolo            | 0      | 12    | 12     |
| Pentathlon moderno   | 2      | 2     | 4      |
| Pugilato             | 0      | 2     | 2      |
| Rugby a 7            | 12     | 0     | 12     |
| Scherma              | 9      | 9     | 18     |
| Sollevamento pesi    | 3      | 4     | 7      |
| Taekwondo            | 3      | 3     | 6      |
| Tennis               | 1      | 0     | 1      |
| Tennistavolo         | 3      | 3     | 6      |
| Tiro                 | 7      | 8     | 15     |
| Tiro con l'arco      | 3      | 3     | 6      |
| Tuffi                | 3      | 2     | 5      |
| Vela                 | 4      | 0     | 4      |
| Totale               | 130    | 105   | 235    |

## Arrampicata sportiva
| Atleta        | Evento         | Qualificazione | Qualificazione | Qualificazione | Qualificazione | Qualificazione | Qualificazione | Qualificazione | Qualificazione | Qualificazione | Qualificazione | Finale          | Finale          | Finale          | Finale          | Finale          | Finale          | Finale          | Finale          | Finale          | Finale |
| Atleta        | Evento         | Speed          | Speed          | Speed          | Lead           | Lead           | Bouldering     | Bouldering     | Bouldering     | Totale         | Totale         | Speed           | Speed           | Lead            | Lead            | Bouldering      | Bouldering      | Bouldering      | Totale          | Totale          |        |
| Atleta        | Evento         | A              | B              | Pos.           | Punti          | Pos.           | Top            | Zona           | Pos.           | Punti          | Pos.           | Migliore        | Pos.            | Punti           | Pos.            | Top             | Zona            | Pos.            | Punti           | Pos.            |        |
| ------------- | -------------- | -------------- | -------------- | -------------- | -------------- | -------------- | -------------- | -------------- | -------------- | -------------- | -------------- | --------------- | --------------- | --------------- | --------------- | --------------- | --------------- | --------------- | --------------- | --------------- | ------ |
| Chon Jong-won | Gara maschile  | 6"21           | C              | 5º             | 26+            | 16º            | 1              | 3              | 10º            | 800            | 10º            | Non qualificato | Non qualificato | Non qualificato | Non qualificato | Non qualificato | Non qualificato | Non qualificato | Non qualificato | Non qualificato |        |
| Seo Chae-hyun | Gara femminile | 10"01          | 11"74          | 17ª            | 40+            | 1ª             | 2              | 4              | 5ª             | 85             | 2ª Q           | 9"85            | 8ª              | 35+             | 2ª              | 0               | 0               | 7ª              | 112             | 8ª              |        |

## Atletica leggera
| Atleta            | Evento                    | Qualificazione | Qualificazione | Finale          | Finale          |
| Atleta            | Evento                    | Risultato      | Posizione      | Risultato       | Posizione       |
| ----------------- | ------------------------- | -------------- | -------------- | --------------- | --------------- |
| Oh Joo-han        | Maratona maschile         | N.D.           | N.D.           | DNF             | DNF             |
| Shim Jung-sub     | Maratona maschile         | N.D.           | N.D.           | 2h20'36"        | 49º             |
| Ahn Seul-ki       | Maratona femminile        | N.D.           | N.D.           | 2h41'11"        | 57ª             |
| Choi Kyung-sun    | Maratona femminile        | N.D.           | N.D.           | 2h35'33"        | 34ª             |
| Choe Byeong-kwang | Marcia 20 km maschile     | N.D.           | N.D.           | 1h28'12"        | 37º             |
| Woo Sang-hyeok    | Salto in alto maschile    | 2,28           | 9º q           | 2,35            | 4º              |
| Jin Min-sub       | Salto con l'asta maschile | 5,50           | 19º            | Non qualificato | Non qualificato |

## Badminton

### Singolo
| Atleta        | Evento            | Girone                    | Girone                  | Girone | Ottavi                          | Quarti                  | Semifinale           | Finale               | Finale          |
| Atleta        | Evento            | Avversario Punteggio      | Avversario Punteggio    | Pos.   | Avversario Punteggio            | Avversario Punteggio    | Avversario Punteggio | Avversario Punteggio | Pos.            |
| ------------- | ----------------- | ------------------------- | ----------------------- | ------ | ------------------------------- | ----------------------- | -------------------- | -------------------- | --------------- |
| Heo Kwang-hee | Singolo maschile  | Lam V (21–10, 21–15)      | Momota V (21–15, 21–19) | 1º Q   | Bye                             | Cordón P (13–21, 18–21) | Non qualificato      | Non qualificato      | Non qualificato |
| An Se-young   | Singolo femminile | Azurmendi V (21–13, 21–8) | Adesokan V (21–3, 21–6) | 1ª Q   | Ongbamrungphan V (21–15, 21–15) | Chen P (18–21, 19–21)   | Non qualificata      | Non qualificata      | Non qualificata |
| Kim Ga-eun    | Singolo femminile | Gaitan V (21–14, 21–9)    | Yeo V (21–13, 21–14)    | 1ª Q   | Yamaguchi P (17–21, 18–21)      | Non qualificata         | Non qualificata      | Non qualificata      | Non qualificata |

### Doppio
| Atleta                      | Evento           | Girone                                        | Girone                                        | Girone                                   | Girone | Quarti                                       | Semifinale                      | Finale / FB                 | Finale / FB     |
| Atleta                      | Evento           | Avversario Punteggio                          | Avversario Punteggio                          | Avversario Punteggio                     | Pos.   | Avversario Punteggio                         | Avversario Punteggio            | Avversario Punteggio        | Pos.            |
| --------------------------- | ---------------- | --------------------------------------------- | --------------------------------------------- | ---------------------------------------- | ------ | -------------------------------------------- | ------------------------------- | --------------------------- | --------------- |
| Choi Sol-gyu Seo Seung-jae  | Doppio maschile  | Chia / Soh P (22–24, 15–21)                   | Ho-Shue / Yakura V (21–14, 21–8)              | Ahsan / Setiawan P (22–24, 21–13, 18–21) | 3ª     | Non qualificati                              | Non qualificati                 | Non qualificati             | Non qualificati |
| Kim So-yeong Kong Hee-yong  | Doppio femminile | G. Stoeva / S. Stoeva V (21–23, 21–12, 23–21) | Kititharakul / Prajongjai V (21–19, 24–22)    | Chen / Jia P (21–19, 16–21, 14–21)       | 2ª Q   | Matsumoto / Nagahara V (21–14, 14–21, 28–26) | Chen / Jia P (15–21, 11–21)     | Lee / Shin V (21–10, 21–17) |                 |
| Lee So-hee Shin Seung-chan  | Doppio femminile | Mapasa / Somerville V (21–9, 21–6)            | Fruergaard / Thygesen P (21–15, 19–21, 20–22) | Du / Li V (21–19, 21–12)                 | 1ª Q   | Piek / Seinen V (21–8, 21–17)                | Polii / Rahayu P (19–21, 17–21) | Kim / Kong P (10–21, 17–21) | 4ª              |
| Seo Seung-jae Chae Yoo-jung | Doppio misto     | Tabeling / Piek V (16–21, 21–15, 21–11)       | Elgamal / Hany V (21–7, 21–3)                 | Zeng / Huang Yq P (14–21, 17–21)         | 2ª Q   | Wang / Huang Dp P (9–21, 16–21)              | Non qualificati                 | Non qualificati             | Non qualificati |

## Baseball
| Squadra            | Torneo   | Girone               | Girone               | Girone | Round 1               | Ripescaggio 1        | Round 2              | Ripescaggio 2        | Semifinale           | Finale / FB            | Pos. |
| Squadra            | Torneo   | Avversario Punteggio | Avversario Punteggio | Pos.   | Avversario Punteggio  | Avversario Punteggio | Avversario Punteggio | Avversario Punteggio | Avversario Punteggio | Avversario Punteggio   | Pos. |
| ------------------ | -------- | -------------------- | -------------------- | ------ | --------------------- | -------------------- | -------------------- | -------------------- | -------------------- | ---------------------- | ---- |
| Nazionale maschile | Maschile | Israele V 6–5        | Stati Uniti P 2-4    | 2ª Q   | Rep. Dominicana V 4-3 | Bye                  | Israele V 11-1       | Bye                  | Giappone P 2–5       | Rep. Dominicana P 6–10 | 4ª   |

## Calcio
| Squadra            | Torneo   | Girone               | Girone               | Girone               | Girone | Quarti               | Semifinali           | Finale               | Pos. |
| Squadra            | Torneo   | Avversario Risultato | Avversario Risultato | Avversario Risultato | Pos.   | Avversario Risultato | Avversario Risultato | Avversario Risultato | Pos. |
| ------------------ | -------- | -------------------- | -------------------- | -------------------- | ------ | -------------------- | -------------------- | -------------------- | ---- |
| Nazionale maschile | Maschile | Nuova Zelanda P 0–1  | Romania V 4–0        | Honduras V 6–0       | 1ª Q   | Messico P 3–6        | Non qualificata      | Non qualificata      | 5ª   |

## Canoa/kayak
| Atleta        | Evento            | Batteria | Batteria  | Quarti | Quarti    | Semifinale | Semifinale | Finale | Finale    |
| Atleta        | Evento            | Tempo    | Posizione | Tempo  | Posizione | Tempo      | Posizione  | Tempo  | Posizione |
| ------------- | ----------------- | -------- | --------- | ------ | --------- | ---------- | ---------- | ------ | --------- |
| Cho Gwang-hee | K1 200 m maschile | 35"738   | 3º QF     | 35"048 | 1º SF     | 36"094     | 6º FB      | 36"440 | 13º       |

## Canottaggio
| Atleta        | Evento            | Batteria | Batteria  | Ripescaggio | Ripescaggio | Quarti  | Quarti    | Semifinale | Semifinale | Finale  | Finale    |
| Atleta        | Evento            | Tempo    | Posizione | Tempo       | Posizione   | Tempo   | Posizione | Tempo      | Posizione  | Tempo   | Posizione |
| ------------- | ----------------- | -------- | --------- | ----------- | ----------- | ------- | --------- | ---------- | ---------- | ------- | --------- |
| Jung Hye-jung | Singolo femminile | 8'12"15  | 5ª R      | 8'26"73     | 2ª Q        | 8'38"70 | 6ª qC/D   | 8'06"32    | 6ª qD      | 8'06"13 | 24ª       |

## Ciclismo

### Ciclismo su strada
| Atleta     | Evento                   | Tempo    | Posizione |
| ---------- | ------------------------ | -------- | --------- |
| Na Ah-reum | Corsa in linea femminile | 4h01'08" | 38ª       |

### Ciclismo su pista
Velocità
| Atleta      | Evento             | Qualificazione     | Qualificazione | Round 1          | R1       | Round 2          | R2              | Round 3          | R3              | Quarti               | Semifinale           | Finale               | Finale          |
| Atleta      | Evento             | Tempo Velocità     | Pos.           | Avversario Tempo | Tempo    | Avversario Tempo | Tempo           | Avversario Tempo | Tempo           | Avversario Risultato | Avversario Risultato | Avversario Risultato | Pos.            |
| ----------- | ------------------ | ------------------ | -------------- | ---------------- | -------- | ---------------- | --------------- | ---------------- | --------------- | -------------------- | -------------------- | -------------------- | --------------- |
| Lee Hye-jin | Velocità femminile | 10"904 66,031 km/h | 21ª Q          | Gros P +0"797    | P +0"054 | Non qualificata  | Non qualificata | Non qualificata  | Non qualificata | Non qualificata      | Non qualificata      | Non qualificata      | Non qualificata |

Keirin
| Atleta      | Evento           | Round 1   | Ripescaggio | Round 2         | Semifinale      | Finale          |
| Atleta      | Evento           | Posizione | Posizione   | Posizione       | Posizione       | Posizione       |
| ----------- | ---------------- | --------- | ----------- | --------------- | --------------- | --------------- |
| Lee Hye-jin | Keirin femminile | 3ª R      | 3ª          | Non qualificata | Non qualificata | Non qualificata |

## Equitazione
| Atleta        | Cavallo  | Evento               | Grand Prix | Grand Prix | Grand Prix Freestyle | Grand Prix Freestyle | Grand Prix Freestyle | Grand Prix Freestyle |
| Atleta        | Cavallo  | Evento               | Punteggio  | Classifica | Tecnico              | Artistico            | Totale               | Classifica           |
| ------------- | -------- | -------------------- | ---------- | ---------- | -------------------- | -------------------- | -------------------- | -------------------- |
| Kim Dong-seon | Belstaff | Dressage individuale | 63,447     | 55ª        | Non qualificata      | Non qualificata      | Non qualificata      | Non qualificata      |

## Ginnastica artistica

### Uomini
| Atleta         | Evento               | Qualificazione                               | Qualificazione                               | Qualificazione                               | Qualificazione                               | Qualificazione                               | Qualificazione                               | Qualificazione                               | Qualificazione                               | Finale          | Finale          | Finale          | Finale          | Finale          | Finale          | Finale          | Finale          |
| Atleta         | Evento               | Attrezzo                                     | Attrezzo                                     | Attrezzo                                     | Attrezzo                                     | Attrezzo                                     | Attrezzo                                     | Totale                                       | Pos.                                         | Attrezzo        | Attrezzo        | Attrezzo        | Attrezzo        | Attrezzo        | Attrezzo        | Totale          | Pos.            |
| Atleta         | Evento               | CL                                           | C                                            | A                                            | V                                            | P                                            | S                                            | Totale                                       | Pos.                                         | CL              | C               | A               | V               | P               | S               | Totale          | Pos.            |
| -------------- | -------------------- | -------------------------------------------- | -------------------------------------------- | -------------------------------------------- | -------------------------------------------- | -------------------------------------------- | -------------------------------------------- | -------------------------------------------- | -------------------------------------------- | --------------- | --------------- | --------------- | --------------- | --------------- | --------------- | --------------- | --------------- |
| Kim Han-sol    | Concorso a squadre   | 14.900 Q                                     | 11.833                                       | 13.600                                       | 14.333                                       | 13.666                                       | 12.800                                       | 81.032                                       | 39º                                          | Non qualificata | Non qualificata | Non qualificata | Non qualificata | Non qualificata | Non qualificata | Non qualificata | Non qualificata |
| Lee Jun-ho     | Concorso a squadre   | 13.733                                       | 12.900                                       | 13.700                                       | 14.333                                       | 14.266                                       | 13.366                                       | 82.398                                       | 28º Q                                        | Non qualificata | Non qualificata | Non qualificata | Non qualificata | Non qualificata | Non qualificata | Non qualificata | Non qualificata |
| Ryu Sung-hyun  | Concorso a squadre   | 15.066 Q                                     | 12.900                                       | 13.166                                       | 14.500                                       | 11.966                                       | 13.133                                       | 80.731                                       | 41º                                          | Non qualificata | Non qualificata | Non qualificata | Non qualificata | Non qualificata | Non qualificata | Non qualificata | Non qualificata |
| Yang Hak-seon  | Concorso a squadre   | N.D.                                         | N.D.                                         | N.D.                                         | 14.366                                       | N.D.                                         | N.D.                                         | 14.366                                       | 9º                                           | Non qualificata | Non qualificata | Non qualificata | Non qualificata | Non qualificata | Non qualificata | Non qualificata | Non qualificata |
| Totale squadra | Concorso a squadre   | 43.699                                       | 37.633                                       | 40.466                                       | 43.799                                       | 39.898                                       | 39.299                                       | 244.794                                      | 11º                                          | Non qualificata | Non qualificata | Non qualificata | Non qualificata | Non qualificata | Non qualificata | Non qualificata | Non qualificata |
| Kim Han-sol    | Corpo libero         | Vedi sopra qualificazioni concorso a squadre | Vedi sopra qualificazioni concorso a squadre | Vedi sopra qualificazioni concorso a squadre | Vedi sopra qualificazioni concorso a squadre | Vedi sopra qualificazioni concorso a squadre | Vedi sopra qualificazioni concorso a squadre | Vedi sopra qualificazioni concorso a squadre | Vedi sopra qualificazioni concorso a squadre | 13.066          | N.D.            | N.D.            | N.D.            | N.D.            | N.D.            | N.D.            | 8º              |
| Ryu Sung-hyun  | Corpo libero         | Vedi sopra qualificazioni concorso a squadre | Vedi sopra qualificazioni concorso a squadre | Vedi sopra qualificazioni concorso a squadre | Vedi sopra qualificazioni concorso a squadre | Vedi sopra qualificazioni concorso a squadre | Vedi sopra qualificazioni concorso a squadre | Vedi sopra qualificazioni concorso a squadre | Vedi sopra qualificazioni concorso a squadre | 14.233          | N.D.            | N.D.            | N.D.            | N.D.            | N.D.            | N.D.            | 4º              |
| Lee Jun-ho     | Concorso individuale | Vedi sopra qualificazioni concorso a squadre | Vedi sopra qualificazioni concorso a squadre | Vedi sopra qualificazioni concorso a squadre | Vedi sopra qualificazioni concorso a squadre | Vedi sopra qualificazioni concorso a squadre | Vedi sopra qualificazioni concorso a squadre | Vedi sopra qualificazioni concorso a squadre | Vedi sopra qualificazioni concorso a squadre | 13.966          | 12.766          | 13.466          | 13.800          | 14.166          | 12.300          | 80.464          | 22º             |
| Shin Jea-hwan  | Volteggio            | N.D.                                         | N.D.                                         | N.D.                                         | 14.866                                       | N.D.                                         | N.D.                                         | N.D.                                         | 1º Q                                         | N.D.            | N.D.            | N.D.            | 14.783          | N.D.            | N.D.            | N.D.            |                 |

### Donne
| Atleta        | Evento               | Qualificazione | Qualificazione | Qualificazione | Qualificazione | Qualificazione | Qualificazione | Finale   | Finale   | Finale   | Finale   | Finale | Finale |
| Atleta        | Evento               | Attrezzo       | Attrezzo       | Attrezzo       | Attrezzo       | Totale         | Pos.           | Attrezzo | Attrezzo | Attrezzo | Attrezzo | Totale | Pos.   |
| Atleta        | Evento               | CL             | V              | T              | P              | Totale         | Pos.           | CL       | V        | T        | P        | Totale | Pos.   |
| ------------- | -------------------- | -------------- | -------------- | -------------- | -------------- | -------------- | -------------- | -------- | -------- | -------- | -------- | ------ | ------ |
| Lee Yun-seo   | Concorso individuale | 12.966         | 13.400         | 12.841         | 14.333         | 53.540         | 29ª Q          | 12.666   | 13.400   | 11.266   | 14.300   | 51.632 | 21ª    |
| Yeo Seo-jeong | Volteggio            | N.D.           | 14.800         | N.D.           | N.D.           | N.D.           | 5ª Q           | N.D.     | 14.733   | N.D.     | N.D.     | N.D.   |        |

## Golf
| Atleta        | Torneo    | Round 1   | Round 2   | Round 3   | Round 4   | Totale    | Totale | Totale    |
| Atleta        | Torneo    | Punteggio | Punteggio | Punteggio | Punteggio | Punteggio | Par    | Posizione |
| ------------- | --------- | --------- | --------- | --------- | --------- | --------- | ------ | --------- |
| Im Sung-jae   | Maschile  | 70        | 73        | 63        | 68        | 274       | –10    | =22º      |
| Kim Si-woo    | Maschile  | 68        | 71        | 70        | 67        | 276       | –8     | =32º      |
| Ko Jin-young  | Femminile | 68        | 67        | 71        | 68        | 274       | –10    | =9ª       |
| Park In-bee   | Femminile | 69        | 70        | 71        | 69        | 279       | –5     | =23ª      |
| Kim Sei-young | Femminile | 69        | 69        | 68        | 68        | 274       | –10    | =9ª       |
| Kim Hyo-joo   | Femminile | 70        | 68        | 70        | 67        | 275       | –9     | =15ª      |

## Judo

### Uomini
| Atleta        | Evento  | Preliminari          | 16-esimi             | Ottavi                  | Quarti               | Semifinali                | Ripescaggio           | Finale / FB          | Pos.            |
| Atleta        | Evento  | Avversario Punteggio | Avversario Punteggio | Avversario Punteggio    | Avversario Punteggio | Avversario Punteggio      | Avversario Punteggio  | Avversario Punteggio | Pos.            |
| ------------- | ------- | -------------------- | -------------------- | ----------------------- | -------------------- | ------------------------- | --------------------- | -------------------- | --------------- |
| Kim Won-jin   | 60 kg   | N.D.                 | Bye                  | Takabatake V 100–002    | Smetov P 001–101     | Non qualificato           | Chkhvimiani V 100–002 | Mkheidze P 003–100   | 5º              |
| An Ba-ul      | 66 kg   | N.D.                 | Bye                  | Chinchila V 100–000     | Gomboc V 100–003     | Margvelashvili P 000–010  | Bye                   | Lombardo V 100–000   |                 |
| An Chang-rim  | 73 kg   | Bye                  | Basile V 010–000     | Turaev V 010–000        | Butbul V 010–000     | Shavdatuashvili P 000–100 | Bye                   | Orujov V 010–000     |                 |
| Lee Sung-ho   | 81 kg   | Bye                  | Elias V 100–000      | Grigalashvili P 000–100 | Non qualificato      | Non qualificato           | Non qualificato       | Non qualificato      | Non qualificato |
| Gwak Dong-han | 90 kg   | Bye                  | Anani V 100–000      | Trippel P 000–100       | Non qualificato      | Non qualificato           | Non qualificato       | Non qualificato      | Non qualificato |
| Cho Gu-ham    | 100 kg  | N.D.                 | Bye                  | Kukolj V 101–001        | Frey V 012–002       | Fonseca V 012–000         | Bye                   | Wolf P 002–102       |                 |
| Kim Min-jong  | +100 kg | N.D.                 | Bye                  | Harasawa P 001–102      | Non qualificato      | Non qualificato           | Non qualificato       | Non qualificato      | Non qualificato |

### Donne
| Atleta         | Evento | 16-esimi             | Ottavi               | Quarti               | Semifinali           | Ripescaggio          | Finale / FB          | Pos.            |
| Atleta         | Evento | Avversario Punteggio | Avversario Punteggio | Avversario Punteggio | Avversario Punteggio | Avversario Punteggio | Avversario Punteggio | Pos.            |
| -------------- | ------ | -------------------- | -------------------- | -------------------- | -------------------- | -------------------- | -------------------- | --------------- |
| Kang Yu-jeong  | 48 kg  | Štangar P 010–100    | Non qualificata      | Non qualificata      | Non qualificata      | Non qualificata      | Non qualificata      | Non qualificata |
| Park Da-sol    | 52 kg  | Cesar V 110–000      | Kuzjutina V 010–001  | Buchard P 000–100    | Non qualificata      | Pupp P 000–010       | Non qualificata      | Non qualificata |
| Kim Ji-su      | 57 kg  | Roper V 100–000      | Cysique P 000–010    | Non qualificata      | Non qualificata      | Non qualificata      | Non qualificata      | Non qualificata |
| Han Hee-ju     | 63 kg  | Trstenjak P 000–010  | Non qualificata      | Non qualificata      | Non qualificata      | Non qualificata      | Non qualificata      | Non qualificata |
| Kim Seong-yeon | 70 kg  | Sophina V 100–001    | Polleres P 001–012   | Non qualificata      | Non qualificata      | Non qualificata      | Non qualificata      | Non qualificata |
| Yoon Hyun-ji   | 78 kg  | Papadakis V100–000   | Powell V 111–001     | Steenhuis V 101–003  | Malonga P 003–100    | Bye                  | Aguiar P 001–101     | 5ª              |
| Han Mi-jin     | +78 kg | Savelkouls V 011–002 | Sluckaja V 100–000   | Kindzerska P 000–110 | Non qualificata      | Sayit P 000–100      | Non qualificata      | Non qualificata |

### Misto
| Atleta                                                                      | Evento        | Ottavi               | Quarti               | Semifinali           | Ripescaggio          | Finale               | Pos.            |                 |
| Atleta                                                                      | Evento        | Avversario Punteggio | Avversario Punteggio | Avversario Punteggio | Avversario Punteggio | Avversario Punteggio | Pos.            |                 |
| --------------------------------------------------------------------------- | ------------- | -------------------- | -------------------- | -------------------- | -------------------- | -------------------- | --------------- | --------------- |
| An Chang-rim Gwak Dong-han Kim Min-jong Han Mi-jin Kim Ji-su Kim Seong-yeon | Squadre miste | Mongolia P 1–4       | Non qualificata      | Non qualificata      | Non qualificata      | Non qualificata      | Non qualificata | Non qualificata |

## Karate
| Atleta       | Evento        | Round eliminatorio | Round eliminatorio | Ranking round | Ranking round | Finale / FB            | Pos. |
| Atleta       | Evento        | Punteggio          | Posizione          | Punteggio     | Posizione     | Avversario Punteggio   | Pos. |
| ------------ | ------------- | ------------------ | ------------------ | ------------- | ------------- | ---------------------- | ---- |
| Park Hee-jun | Kata maschile | 25,62              | 3º Q               | 25,98         | 3º q          | Sofuoğlu P 26,14–27,26 | 5º   |

## Lotta
| Atleta       | Evento                       | Qualificazioni       | Ottavi               | Quarti               | Semifinali           | Ripescaggio          | Finale               | Pos. |
| Atleta       | Evento                       | Avversario Risultato | Avversario Risultato | Avversario Risultato | Avversario Risultato | Avversario Risultato | Avversario Risultato | Pos. |
| ------------ | ---------------------------- | -------------------- | -------------------- | -------------------- | -------------------- | -------------------- | -------------------- | ---- |
| Ryu Han-su   | Greco-romana 67 kg maschile  | Merabet V 4–0        | El-Sayed P 0–3       | Non qualificato      | Non qualificato      | Non qualificato      | Non qualificato      | 7º   |
| Kim Min-seok | Greco-romana 130 kg maschile | N.D.                 | Mirzazadeh P 0–3     | Non qualificato      | Non qualificato      | Non qualificato      | Non qualificato      | 14º  |

## Nuoto

### Uomini
| Atleta                                             | Evento               | Batterie | Batterie  | Semifinali      | Semifinali      | Finale          | Finale          |
| Atleta                                             | Evento               | Tempo    | Posizione | Tempo           | Posizione       | Tempo           | Posizione       |
| -------------------------------------------------- | -------------------- | -------- | --------- | --------------- | --------------- | --------------- | --------------- |
| Hwang Sun-woo                                      | 50 m stile libero    | 22"74    | 39º       | Non qualificato | Non qualificato | Non qualificato | Non qualificato |
| Hwang Sun-woo                                      | 100 m stile libero   | 47"97    | 6º Q      | 47"56           | 4º Q            | 47"82           | 5º              |
| Hwang Sun-woo                                      | 200 m stile libero   | 1'44"62  | 1º Q      | 1'45"53         | 6º Q            | 1'45"26         | 7º              |
| Lee Ho-joon                                        | 400 m stile libero   | 3'53"23  | 26º       | N.D.            | N.D.            | Non qualificato | Non qualificato |
| Lee Ju-ho                                          | 100 m dorso          | 53"84    | 20º       | Non qualificato | Non qualificato | Non qualificato | Non qualificato |
| Lee Ju-ho                                          | 200 m dorso          | 1'56"77  | 4º Q      | 1'56"93         | 11º             | Non qualificato | Non qualificato |
| Cho Sung-jae                                       | 100 m rana           | 59"99    | 20º       | Non qualificato | Non qualificato | Non qualificato | Non qualificato |
| Cho Sung-jae                                       | 200 m rana           | 2'10"17  | 19º       | Non qualificato | Non qualificato | Non qualificato | Non qualificato |
| Moon Seung-woo                                     | 100 m farfalla       | 53"59    | 47º       | Non qualificato | Non qualificato | Non qualificato | Non qualificato |
| Moon Seung-woo                                     | 200 m farfalla       | 1'58"09  | 28º       | Non qualificato | Non qualificato | Non qualificato | Non qualificato |
| Hwang Sun-woo Lee Ho-joon Lee Yoo-yeon Kim Woo-min | 4×200 m stile libero | 7'15"03  | 13ª       | N.D.            | N.D.            | Non qualificata | Non qualificata |

### Donne
| Atleta                                                | Evento               | Batterie | Batterie  | Semifinali      | Semifinali      | Finale          | Finale          |
| Atleta                                                | Evento               | Tempo    | Posizione | Tempo           | Posizione       | Tempo           | Posizione       |
| ----------------------------------------------------- | -------------------- | -------- | --------- | --------------- | --------------- | --------------- | --------------- |
| Han Da-kyung                                          | 400 m stile libero   | 4'16"49  | 21ª       | N.D.            | N.D.            | Non qualificata | Non qualificata |
| Han Da-kyung                                          | 800 m stile libero   | 8'46"66  | 28ª       | N.D.            | N.D.            | Non qualificata | Non qualificata |
| Han Da-kyung                                          | 1500 m stile libero  | 16'33"59 | 28ª       | N.D.            | N.D.            | Non qualificata | Non qualificata |
| Lee Eun-ji                                            | 100 m dorso          | 1'00"14  | 20ª       | Non qualificata | Non qualificata | Non qualificata | Non qualificata |
| Lee Eun-ji                                            | 200 m dorso          | 2'11"72  | 18ª       | Non qualificata | Non qualificata | Non qualificata | Non qualificata |
| An Se-hyeon                                           | 100 m farfalla       | 59"32    | 23ª       | Non qualificata | Non qualificata | Non qualificata | Non qualificata |
| Kim Seo-yeong                                         | 200 m misti          | 2'11"54  | 15ª Q     | 2'11"38         | 12ª             | Non qualificata | Non qualificata |
| Kim Seo-yeong Han Da-kyung Lee Eun-ji Jung Hyun-young | 4×200 m stile libero | 8'11"16  | 14ª       | N.D.            | N.D.            | Non qualificata | Non qualificata |

## Pallacanestro
| Squadra             | Torneo    | Girone               | Girone               | Girone               | Girone | Quarti               | Semifinali           | Finale               | Pos. |
| Squadra             | Torneo    | Avversario Punteggio | Avversario Punteggio | Avversario Punteggio | Pos.   | Avversario Punteggio | Avversario Punteggio | Avversario Punteggio | Pos. |
| ------------------- | --------- | -------------------- | -------------------- | -------------------- | ------ | -------------------- | -------------------- | -------------------- | ---- |
| Nazionale femminile | Femminile | Spagna P 69–73       | Canada P 53–74       | Serbia P 61–65       | 4ª     | Non qualificata      | Non qualificata      | Non qualificata      | 10ª  |

## Pallamano
| Squadra             | Torneo    | Girone               | Girone               | Girone               | Girone               | Girone               | Girone | Quarti               | Semifinali           | Finale               | Pos. |
| Squadra             | Torneo    | Avversario Punteggio | Avversario Punteggio | Avversario Punteggio | Avversario Punteggio | Avversario Punteggio | Pos.   | Avversario Punteggio | Avversario Punteggio | Avversario Punteggio | Pos. |
| ------------------- | --------- | -------------------- | -------------------- | -------------------- | -------------------- | -------------------- | ------ | -------------------- | -------------------- | -------------------- | ---- |
| Nazionale femminile | Femminile | Norvegia P 27–39     | Paesi Bassi P 36–43  | Giappone V 27–24     | Montenegro P 28–26   | Angola N 31–31       | 4ª Q   | Svezia P 30–39       | Non qualificata      | Non qualificata      | 8ª   |

## Pallavolo
| Squadra                            | Torneo    | Girone               | Girone               | Girone                | Girone               | Girone               | Girone | Quarti               | Semifinali           | Finale / FB          | Pos. |
| Squadra                            | Torneo    | Avversario Punteggio | Avversario Punteggio | Avversario Punteggio  | Avversario Punteggio | Avversario Punteggio | Pos.   | Avversario Punteggio | Avversario Punteggio | Avversario Punteggio | Pos. |
| ---------------------------------- | --------- | -------------------- | -------------------- | --------------------- | -------------------- | -------------------- | ------ | -------------------- | -------------------- | -------------------- | ---- |
| Nazionale femminile (Convocazioni) | Femminile | Brasile P 0–3        | Kenya V 3–0          | Rep. Dominicana V 3–2 | Giappone V 3–2       | Serbia P 0–3         | 3ª Q   | Turchia V 3–2        | Brasile P 0–3        | Serbia P 0–3         | 4ª   |

## Pentathlon moderno
| Atleta        | Evento         | Scherma   | Scherma | Scherma | Nuoto   | Nuoto | Nuoto | Equitazione | Equitazione | Equitazione | Combinato (corsa e pistola) | Combinato (corsa e pistola) | Combinato (corsa e pistola) | Totale | Posizione finale |
| Atleta        | Evento         | Risultati | Pos.    | Punti   | Tempo   | Pos.  | Punti | Penalità    | Pos.        | Punti       | Tempo                       | Pos.                        | Punti                       | Totale | Posizione finale |
| ------------- | -------------- | --------- | ------- | ------- | ------- | ----- | ----- | ----------- | ----------- | ----------- | --------------------------- | --------------------------- | --------------------------- | ------ | ---------------- |
| Jun Woong-tae | Gara maschile  | 21+0      | 9º      | 226     | 1'57"23 | 6º    | 316   | 11,00       | 11º         | 289         | 11'01"84                    | 7º                          | 639                         | 1470   |                  |
| Jung Jin-hwa  | Gara maschile  | 23+1      | 5º      | 239     | 1'57"85 | 7º    | 315   | 7,00        | 6º          | 293         | 11'21"95                    | 17º                         | 619                         | 1466   | 4º               |
| Kim Se-hee    | Gara femminile | 24+2      | 2ª      | 246     | 2'16"36 | 21ª   | 278   | 14,00       | 18ª         | 286         | 13'00"70                    | 24ª                         | 520                         | 1330   | 11ª              |
| Kim Sun-woo   | Gara femminile | 19+0      | 14ª     | 214     | 2'12"87 | 12ª   | 285   | 16,00       | 21ª         | 284         | 13'07"80                    | 27ª                         | 513                         | 1296   | 17ª              |

## Pugilato
| Atleta     | Evento                 | 16-esimi             | Ottavi               | Quarti               | Semifinali           | Finale               | Pos.            |
| Atleta     | Evento                 | Avversario Punteggio | Avversario Punteggio | Avversario Punteggio | Avversario Punteggio | Avversario Punteggio | Pos.            |
| ---------- | ---------------------- | -------------------- | -------------------- | -------------------- | -------------------- | -------------------- | --------------- |
| Im Ae-ji   | Pesi piuma femminile   | Bye                  | Nicolson P 1–4       | Non qualificata      | Non qualificata      | Non qualificata      | Non qualificata |
| Oh Yeon-ji | Pesi leggeri femminile | Bye                  | Potkonen P 1–4       | Non qualificata      | Non qualificata      | Non qualificata      | Non qualificata |

## Rugby a 7
| Squadra            | Torneo   | Girone               | Girone               | Girone               | Girone | Quarti               | Semifinale                             | Finale                            | Pos. |
| Squadra            | Torneo   | Avversario Punteggio | Avversario Punteggio | Avversario Punteggio | Pos.   | Avversario Punteggio | Avversario Punteggio                   | Avversario Punteggio              | Pos. |
| ------------------ | -------- | -------------------- | -------------------- | -------------------- | ------ | -------------------- | -------------------------------------- | --------------------------------- | ---- |
| Nazionale maschile | Maschile | Nuova Zelanda P 5–50 | Australia P 5–42     | Argentina P 0–56     | 4ª     | N.D.                 | Semifinale 9º/12º posto Irlanda P 0–31 | Finale 11º posto Giappone P 19–31 | 12ª  |

## Scherma

### Uomini
| Atleta                                                 | Evento               | 32-esimi             | 16-esimi             | Ottavi               | Quarti               | Semifinali           | Finale / FB          | Pos.            |
| Atleta                                                 | Evento               | Avversario Punteggio | Avversario Punteggio | Avversario Punteggio | Avversario Punteggio | Avversario Punteggio | Avversario Punteggio | Pos.            |
| ------------------------------------------------------ | -------------------- | -------------------- | -------------------- | -------------------- | -------------------- | -------------------- | -------------------- | --------------- |
| Kweon Young-jun                                        | Spada individuale    | Bye                  | Verwijlen P 10–15    | Non qualificato      | Non qualificato      | Non qualificato      | Non qualificato      | Non qualificato |
| Ma Se-geon                                             | Spada individuale    | Petrov P 7–15        | Non qualificato      | Non qualificato      | Non qualificato      | Non qualificato      | Non qualificato      | Non qualificato |
| Park Sang-young                                        | Spada individuale    | Bye                  | Hoyle V 15–10        | Minobe V 15–6        | Siklósi P 12–15      | Non qualificato      | Non qualificato      | Non qualificato |
| Kweon Young-jun Ma Se-geon Park Sang-young Song Jae-ho | Spada a squadre      | N.D.                 | N.D.                 | Bye                  | Svizzera V 44–39     | Giappone P 38–45     | Cina V 45–42         |                 |
| Lee Kwang-hyun                                         | Fioretto individuale | Bye                  | Borodachev P 14–15   | Non qualificato      | Non qualificato      | Non qualificato      | Non qualificato      | Non qualificato |
| Gu Bon-gil                                             | Sciabola individuale | Bye                  | Szabo P 8–15         | Non qualificato      | Non qualificato      | Non qualificato      | Non qualificato      | Non qualificato |
| Kim Jung-hwan                                          | Sciabola individuale | Bye                  | Lokhanov V 15–11     | Dershwitz V 15–9     | Ibragimov V 15–14    | Samele P 12–15       | Bazadze V 15–11      |                 |
| Oh Sang-uk                                             | Sciabola individuale | Bye                  | Mackiewicz V 15–7    | Amer V 15–9          | Bazadze P 13–15      | Non qualificato      | Non qualificato      | Non qualificato |
| Gu Bon-gil Kim Jung-hwan Oh Sang-uk Kim Jun-ho         | Sciabola a squadre   | N.D.                 | N.D.                 | Bye                  | Egitto V 45–39       | Germania V 45–42     | Italia V 45–26       |                 |

### Donne
| Atleta                                            | Evento               | 32-esimi             | 16-esimi             | Ottavi               | Quarti               | Semifinali           | Finale / FB          | Pos.            |
| Atleta                                            | Evento               | Avversario Punteggio | Avversario Punteggio | Avversario Punteggio | Avversario Punteggio | Avversario Punteggio | Avversario Punteggio | Pos.            |
| ------------------------------------------------- | -------------------- | -------------------- | -------------------- | -------------------- | -------------------- | -------------------- | -------------------- | --------------- |
| Choi In-jeong                                     | Spada individuale    | Bye                  | Murtazaeva P 11–15   | Non qualificata      | Non qualificata      | Non qualificata      | Non qualificata      | Non qualificata |
| Kang Young-mi                                     | Spada individuale    | Bye                  | Satō P 14–15         | Non qualificata      | Non qualificata      | Non qualificata      | Non qualificata      | Non qualificata |
| Song Se-ra                                        | Spada individuale    | Bye                  | Holmes V 15–13       | Brânză P 6–15        | Non qualificata      | Non qualificata      | Non qualificata      | Non qualificata |
| Choi In-jeong Kang Young-mi Song Se-ra Lee Hye-in | Spada a squadre      | N.D.                 | N.D.                 | N.D.                 | Stati Uniti V 38–33  | Cina V 38–29         | Estonia P 32–36      |                 |
| Jeon Hee-sook                                     | Fioretto individuale | Bye                  | Azuma V 11–10        | Chen V 14–11         | Deriglazova P 7–15   | Non qualificata      | Non qualificata      | Non qualificata |
| Choi Soo-yeon                                     | Sciabola individuale | Bye                  | Berder V 15–11       | Márton P 12–15       | Non qualificata      | Non qualificata      | Non qualificata      | Non qualificata |
| Kim Ji-yeon                                       | Sciabola individuale | Bye                  | Hafez V 15–4         | Zagunis P 12–15      | Non qualificata      | Non qualificata      | Non qualificata      | Non qualificata |
| Yoon Ji-su                                        | Sciabola individuale | Bye                  | Criscio V 15–11      | Dayibekova P 12–15   | Non qualificata      | Non qualificata      | Non qualificata      | Non qualificata |
| Choi Soo-yeon Kim Ji-yeon Yoon Ji-su Seo Ji-yeon  | Sciabola a squadre   | N.D.                 | N.D.                 | Bye                  | Ungheria V 45–40     | ROC P 26–45          | Italia V 45–42       |                 |

## Sollevamento pesi
| Atleta         | Evento           | Strappo   | Strappo    | Slancio   | Slancio    | Totale | Classifica |
| Atleta         | Evento           | Risultato | Classifica | Risultato | Classifica | Totale | Classifica |
| -------------- | ---------------- | --------- | ---------- | --------- | ---------- | ------ | ---------- |
| Han Myeong-mok | 67 kg maschile   | 147       | 3º         | 174       | 4º         | 321    | 4º         |
| Yu Dong-ju     | 96 kg maschile   | 160       | 10º        | 200       | 8º         | 360    | 8º         |
| Jin Yun-seong  | 109 kg maschile  | 180       | 6º         | 220       | 5º         | 400    | 6º         |
| Ham Eun-ji     | 55 kg femminile  | 85        | 9ª         | 116       | 4ª         | 201    | 7ª         |
| Kim Su-hyeon   | 76 kg femminile  | 106       | 5ª         | DNF       | DNF        | DNF    | DNF        |
| Kang Yeoun-hee | 87 kg femminile  | 103       | 9ª         | 128       | 9ª         | 231    | 9ª         |
| Lee Seon-mi    | +87 kg femminile | 125       | 3ª         | 152       | 4ª         | 277    | 4ª         |

## Taekwondo
| Atleta        | Evento           | Qualificazioni       | Ottavi               | Quarti               | Semifinali           | Ripescaggio 1        | Ripescaggio 2        | Finale / FB          | Pos.            |
| Atleta        | Evento           | Avversario Punteggio | Avversario Punteggio | Avversario Punteggio | Avversario Punteggio | Avversario Punteggio | Avversario Punteggio | Avversario Punteggio | Pos.            |
| ------------- | ---------------- | -------------------- | -------------------- | -------------------- | -------------------- | -------------------- | -------------------- | -------------------- | --------------- |
| Jang Jun      | 58 kg maschile   | N.D.                 | Barbosa V 26–6       | Vicente V 24–19      | Jendoubi P 19–25     | N.D.                 | Bye                  | Salim V 46–16        |                 |
| Lee Dae-hoon  | 68 kg maschile   | Bye                  | Rashitov P 19–21     | Non qualificato      | Non qualificato      | Fofana V 11–9        | Hosseini V 30–21     | Zhao P 15–17         | 5º              |
| In Kyo-don    | +80 kg maschile  | N.D.                 | Mansouri V 13–12     | Zhaparov V 10–2      | Georgievski P 6–12   | N.D.                 | Bye                  | Trajkovič V 5–4      |                 |
| Sim Jae-young | 49 kg femminile  | Bye                  | El-Bouchti V 19–10   | Yamada P 7–16        | Non qualificata      | Non qualificata      | Non qualificata      | Non qualificata      | Non qualificata |
| Lee Ah-reum   | 57 kg femminile  | Bye                  | Lo P 18–20           | Non qualificata      | Non qualificata      | Non qualificata      | Non qualificata      | Non qualificata      | Non qualificata |
| Lee Da-bin    | +67 kg femminile | N.D.                 | Traoré V 17–13       | Rodríguez V 23–14    | Walkden V 25–24      | N.D.                 | Bye                  | Mandić P 6–10        |                 |

## Tennis
| Atleta        | Evento             | 32-esimi             | 16-esimi             | Ottavi               | Quarti               | Semifinali           | Finale               | Pos.            |
| Atleta        | Evento             | Avversario Punteggio | Avversario Punteggio | Avversario Punteggio | Avversario Punteggio | Avversario Punteggio | Avversario Punteggio | Pos.            |
| ------------- | ------------------ | -------------------- | -------------------- | -------------------- | -------------------- | -------------------- | -------------------- | --------------- |
| Kwon Soon-woo | Singolare maschile | Tiafoe P (3–6, 2–6)  | Non qualificato      | Non qualificato      | Non qualificato      | Non qualificato      | Non qualificato      | Non qualificato |

## Tennistavolo
| Atleta                                    | Evento            | Preliminari          | Round 1              | Round 2              | Round 3              | Ottavi                | Quarti               | Semifinali           | Finale / FB          | Pos.            |
| Atleta                                    | Evento            | Avversario Punteggio | Avversario Punteggio | Avversario Punteggio | Avversario Punteggio | Avversario Punteggio  | Avversario Punteggio | Avversario Punteggio | Avversario Punteggio | Pos.            |
| ----------------------------------------- | ----------------- | -------------------- | -------------------- | -------------------- | -------------------- | --------------------- | -------------------- | -------------------- | -------------------- | --------------- |
| Jang Woo-jin                              | Singolo maschile  | Bye                  | Bye                  | Bye                  | Drinkhall V 4–1      | Calderano P 3–4       | Non qualificato      | Non qualificato      | Non qualificato      | Non qualificato |
| Jeoung Young-sik                          | Singolo maschile  | Bye                  | Bye                  | Bye                  | Gionis V 4–3         | Boll V 4–1            | Fan P 0–4            | Non qualificato      | Non qualificato      | Non qualificato |
| Jeon Ji-hee                               | Singolo femminile | Bye                  | Bye                  | Bye                  | Yuan V 4–3           | Liu V 4–1             | Ito P 0–4            | Non qualificata      | Non qualificata      | Non qualificata |
| Shin Yu-bin                               | Singolo femminile | Bye                  | Bye                  | Ni V 4–3             | Doo P 2–4            | Non qualificata       | Non qualificata      | Non qualificata      | Non qualificata      | Non qualificata |
| Jang Woo-jin Jeoung Young-sik Lee Sang-su | Squadre maschile  | N.D.                 | N.D.                 | N.D.                 | N.D.                 | Slovenia V 3–1        | Brasile V 3–0        | Cina P 0–3           | Giappone P 1–3       | 4ª              |
| Choi Hyo-joo Jeon Ji-hee Shin Yu-bin      | Squadre femminile | N.D.                 | N.D.                 | N.D.                 | N.D.                 | Polonia V 3–0         | Germania P 2–3       | Non qualificata      | Non qualificata      | Non qualificata |
| Lee Sang-su Jeon Ji-hee                   | Doppio misto      | N.D.                 | N.D.                 | N.D.                 | N.D.                 | Assar / Meshref V 4–1 | Lin / Cheng P 2–4    | Non qualificati      | Non qualificati      | Non qualificati |

## Tiro a segno/volo

### Uomini
| Atleta       | Evento                       | Qualificazione | Qualificazione | Finale          | Finale          |
| Atleta       | Evento                       | Punteggio      | Classifica     | Punteggio       | Classifica      |
| ------------ | ---------------------------- | -------------- | -------------- | --------------- | --------------- |
| Kim Sang-do  | Carabina 10 m aria compressa | 625,1          | 24º            | Non qualificato | Non qualificato |
| Nam Tae-yun  | Carabina 10 m aria compressa | 627,2          | 12º            | Non qualificato | Non qualificato |
| Kim Sang-do  | Carabina 50 m 3 posizioni    | 1164           | 24º            | Non qualificato | Non qualificato |
| Jin Jong-oh  | Pistola 10 m aria compressa  | 576            | 16º            | Non qualificato | Non qualificato |
| Kim Mo-se    | Pistola 10 m aria compressa  | 579            | 6º Q           | 115,8           | 8º              |
| Han Dae-yoon | Pistola 25 m automatica      | 585            | 5º Q           | 22              | 4º              |
| Song Jong-ho | Pistola 25 m automatica      | DSQ            | DSQ            | Non qualificato | Non qualificato |
| Lee Jong-jun | Skeet                        | 121            | 13º            | Non qualificato | Non qualificato |

### Donne
| Atleta        | Evento                       | Qualificazione | Qualificazione | Finale          | Finale          |
| Atleta        | Evento                       | Punteggio      | Classifica     | Punteggio       | Classifica      |
| ------------- | ---------------------------- | -------------- | -------------- | --------------- | --------------- |
| Kwon Eun-ji   | Carabina 10 m aria compressa | 630,9          | 4ª Q           | 145,4           | 7ª              |
| Park Hee-moon | Carabina 10 m aria compressa | 631,7          | 2ª Q           | 119,1           | 8ª              |
| Bae Sang-hee  | Carabina 50 m 3 posizioni    | 1164           | 20ª            | Non qualificata | Non qualificata |
| Cho Eun-young | Carabina 50 m 3 posizioni    | 1155           | 32ª            | Non qualificata | Non qualificata |
| Choo Ga-eun   | Pistola 10 m aria compressa  | 573            | 16ª            | Non qualificata | Non qualificata |
| Kim Bo-mi     | Pistola 10 m aria compressa  | 570            | 24ª            | Non qualificata | Non qualificata |
| Kim Bo-mi     | Pistola 25 m                 | 584            | 8ª Q           | 38 (+1)         |                 |
| Kim Min-jung  | Pistola 25 m                 | 579            | 21ª            | Non qualificata | Non qualificata |

### Misto
| Atleta                    | Evento                                 | Qualificazione 1 | Qualificazione 1 | Qualificazione 2 | Qualificazione 2 | Finale / FB                 | Finale / FB     |
| Atleta                    | Evento                                 | Punteggio        | Classifica       | Punteggio        | Classifica       | Avversario Punteggio        | Pos.            |
| ------------------------- | -------------------------------------- | ---------------- | ---------------- | ---------------- | ---------------- | --------------------------- | --------------- |
| Kim Sang-do Park Hee-moon | Carabina 10 m aria compressa a squadre | 623,3            | 20ª              | Non qualificata  | Non qualificata  | Non qualificata             | Non qualificata |
| Nam Tae-yun Kwon Eun-ji   | Carabina 10 m aria compressa a squadre | 630,5            | 5ª Q             | 417,5            | 3ª q             | Kamenskij / Karimova P 9–17 | 4ª              |
| Jin Jong-oh Choo Ga-eun   | Pistola 10 m aria compressa a squadre  | 575              | 9ª               | Non qualificata  | Non qualificata  | Non qualificata             | Non qualificata |
| Kim Mo-se Kim Bo-mi       | Pistola 10 m aria compressa a squadre  | 573              | 11ª              | Non qualificata  | Non qualificata  | Non qualificata             | Non qualificata |

## Tiro con l'arco
| Atleta                              | Evento                | Classificazione | Classificazione | 32-esimi             | 16-esimi             | Ottavi               | Quarti               | Semifinali           | Finale               | Pos.            |
| Atleta                              | Evento                | Punteggio       | Pos.            | Avversario Punteggio | Avversario Punteggio | Avversario Punteggio | Avversario Punteggio | Avversario Punteggio | Avversario Punteggio | Pos.            |
| ----------------------------------- | --------------------- | --------------- | --------------- | -------------------- | -------------------- | -------------------- | -------------------- | -------------------- | -------------------- | --------------- |
| Kim Je-deok                         | Individuale maschile  | 688             | 1º              | David V 6–0          | Kahllund P 3–7       | Non qualificato      | Non qualificato      | Non qualificato      | Non qualificato      | Non qualificato |
| Kim Woo-jin                         | Individuale maschile  | 680             | 4º              | Balogh V 6–0         | Plihon V 6–2         | Mohamad V 6–0        | Tang P 4–6           | Non qualificato      | Non qualificato      | Non qualificato |
| Oh Jin-hyek                         | Individuale maschile  | 681             | 3º              | Hammed V 6–0         | Das P 5–6            | Non qualificato      | Non qualificato      | Non qualificato      | Non qualificato      | Non qualificato |
| An San                              | Individuale femminile | 680             | 1ª              | Hourtou V 6–2        | dos Santos V 7–1     | Hayakawa V 6–4       | Kumari V 6–0         | Brown V 6–5          | Osipova V 6–5        |                 |
| Jang Min-hee                        | Individuale femminile | 677             | 2ª              | Adam V 6–0           | Nakamura P 2–6       | Non qualificata      | Non qualificata      | Non qualificata      | Non qualificata      | Non qualificata |
| Kang Chae-young                     | Individuale femminile | 675             | 3ª              | Espinosa V 6–0       | Marčenko V 6–0       | Anagöz V 6–0         | Osipova P 2–6        | Non qualificata      | Non qualificata      | Non qualificata |
| Kim Je-deok Kim Woo-jin Oh Jin-hyek | Squadra maschile      | 2049            | 1ª              | N.D.                 | N.D.                 | Bye                  | India V 6-0          | Giappone V 5-4       | Taipei cinese V 6-0  |                 |
| An San Jang Min-hee Kang Chae-young | Squadra femminile     | 2032            | 1ª              | N.D.                 | N.D.                 | Bye                  | Italia V 6-0         | Bielorussia V 5-1    | ROC V 6-0            |                 |
| Kim Je-deok An San                  | Squadra mista         | 1368            | 1ª              | N.D.                 | N.D.                 | Bangladesh V 6-0     | India V 6-2          | Messico V 5-1        | Paesi Bassi V 5-3    |                 |

## Tuffi
| Atleta                   | Evento                           | Preliminari | Preliminari | Semifinale      | Semifinale      | Finale          | Finale          |
| Atleta                   | Evento                           | Punti       | Classifica  | Punti           | Classifica      | Punti           | Classifica      |
| ------------------------ | -------------------------------- | ----------- | ----------- | --------------- | --------------- | --------------- | --------------- |
| Kim Yeong-nam            | Trampolino 3 m maschile          | 286,80      | 28º         | Non qualificato | Non qualificato | Non qualificato | Non qualificato |
| Woo Ha-ram               | Trampolino 3 m maschile          | 452,45      | 5º Q        | 403,15          | 12º Q           | 481,85          | 4º              |
| Kim Su-ji                | Trampolino 3 m femminile         | 304,20      | 7ª Q        | 283,90          | 15ª             | Non qualificata | Non qualificata |
| Kim Yeong-taek           | Piattaforma 10 m maschile        | 366,80      | 18º         | 374,90          | 15º             | Non qualificato | Non qualificato |
| Woo Ha-ram               | Piattaforma 10 m maschile        | 427,25      | 7º          | 374,50          | 16º             | Non qualificato | Non qualificato |
| Kwon Ha-lim              | Piattaforma 10 m femminile       | 278,00      | 19ª         | Non qualificata | Non qualificata | Non qualificata | Non qualificata |
| Kim Yeong-nam Woo Ha-ram | Piattaforma 10 m sincro maschile | N.D.        | N.D.        | N.D.            | N.D.            | 396,12          | 7ª              |

## Vela
| Atleta                    | Evento         | Regata | Regata | Regata | Regata | Regata | Regata | Regata | Regata | Regata | Regata | Regata | Regata | Regata | Punteggio Totale | Punteggio Netto | Classifica |
| Atleta                    | Evento         | 1      | 2      | 3      | 4      | 5      | 6      | 7      | 8      | 9      | 10     | 11     | 12     | M      | Punteggio Totale | Punteggio Netto | Classifica |
| ------------------------- | -------------- | ------ | ------ | ------ | ------ | ------ | ------ | ------ | ------ | ------ | ------ | ------ | ------ | ------ | ---------------- | --------------- | ---------- |
| Cho Won-woo               | RS:X maschile  | 22     | 15     | 21     | 22     | 7      | DSQ    | 10     | 14     | 9      | 11     | 18     | 18     | EL     | 193              | 167             | 17º        |
| Ha Jee-min                | Laser maschile | 20     | 8      | 26     | 7      | 7      | 10     | 6      | 14     | 10     | 6      | N.D.   | N.D.   | EL     | 252              | 219             | 30º        |
| Park Gun-woo Cho Sung-min | 470 maschile   | 17     | 16     | 14     | 15     | 3      | 17     | 15     | 14     | 1      | 9      | N.D.   | N.D.   | EL     | 121              | 104             | 15ª        |